# Пиренейская овчарка
Пирене́йская овча́рка (фр. Berger des Pyrénées) — порода пастушьих собак среднего размера, происходящая из района Пиренейских гор в южной Франции и северной Испании. Используется преимущественно для пастьбы овец, где работает совместно с пиренейской горной собакой, выполняющей, в основном, функции охраны стада.
Различают две разновидности пиренейских овчарок — гладкошёрстную и длинномордую.
Другие названия породы — для длинношерстных пиренейских овчарок в прошлом применялось название «пиренейская овчарка жесткошерстная».
Порода признана следующими кинологическими федерациями: FCI, UKC, DRA, NAPR, AKC.

## История
Первые упоминания о собаках схожего типа встречались в документах ещё около трёхсот лет назад. Однако довольно длительное время эти собаки развивались изолированно в регионе обитания, и оставались без внимания специалистов-кинологов, оставаясь исключительно региональной рабочей породой собак. В связи с тем, что отбор шёл только по рабочим качествам, без учёта фенотипа, к середине XIX века сложилось несколько различных подтипов, равноценно существовавших в Пиренеях и использовавшихся местными жителями для выпаса скота.
Первое внимание специалистов эта порода получила ближе к концу XIX века, когда начала распространяться за пределами родного региона. Первой страной, куда попала эта собака, стала Франция, но массовое распространение они и тут получили не сразу. В 1910 году эти собаки были впервые представлены на одной из французских выставок собак, причём для участия были допущены все имевшие распространение подтипы. Первое официальное описание породы было сформировано в 1926 году, а в 1927 году был принят первый стандарт породы, с которого и началось выделение двух современных типов.
Ещё до принятия стандарта породы, во время Первой мировой войны, эти собаки использовались во французской армии в качестве караульных и служебных собак, но у гражданского населения они всё ещё не имели широкого распространения.
Только после Второй мировой войны, за доблестную службу в качестве курьеров, поисково-спасательных и сторожевых собак, компаньонов-талисманов, они стали обретать широкую известность и массовую популярность. Именно с этого времени пиренейские овчарки начинают распространяться у частных владельцев в качестве служебной собаки и собаки-компаньона.
Помимо Европы, распространены эти собаки и на американском континенте и в Австралии. В США они попали в конце XIX века, также как и на австралийский континент, куда их привезли переселенцы из Европы. Предположительно, именно пиренейские овчарки, в частности их гладкомордая разновидность, окрасов арлекин и блю-мерль были использованы при формировании австралийский овчарок (аусси).
Несмотря на довольно широкую географию распространения, признание крупных кинологических федераций пиренейские овчарки получили достаточно поздно. Например, в США Американским кеннел-клубом эта пород была признана официально только в 2009 году. Национальный клуб породы добивался этого признания с 1987 года, потратив на это более двадцати лет.
Официальное признание в Международной кинологической федерации (FCI) порода пиренейская овчарка получила только в марте 2001 года для гладкомордой разновидности (в стандарте FCI её назвали гладкошерстной пиренейской овчаркой) и в мае 2009 года для длинношерстной разновидности собак этой породы.
Интересной особенностью признания этих собак разными федерациями является то, что в АКС (Американском кеннел-клубе) это одна порода с двумя подтипами, а в FCI (Международной кинологической федерации) это две отдельных, хоть и родственных, породы.
Недавно эти собаки начали получать массовую популярность ещё и в качестве спортивной собаки. С тех пор, как пиренейская овчарка выиграла в 2003 году Чемпионат мира по аджилити в классе собак среднего размера, пиренейские овчарки стали выбираться для занятий спортом с собаками гораздо чаще.

## Описание
Пиренейские овчарки представлены двумя видами — длинношёрстная и гладкомордая (короткошёрстная). Между этими видами есть довольно существенные отличия, а в ряде кинологических федераций, в том числе в FCI, они считаются двумя самостоятельными породами. Собаки длинношёрстной разновидности имеют высоту в холке 39-47 см (кобели) и 38-46 см (суки). Гладкомордые пиренейские овчарки немного крупнее: 39-53 см (кобели), 39-52 см (суки). Собаки весят от 7 до 15 кг, должны быть крепкими, гибкими и мускулистыми, без лишнего жира.
Пиренейские овчарки обоих видов это небольшие, гармонично сложенные собаки с лёгкими и стремительными движениями. Собаки этой породы производят впечатление настороженных, активных и всегда готовых к движению.
Тип строения во многом схож для обоих внутрипородных видов, а основные отличия касаются текстуры и строения шерсти.
Голова у собак этой породы небольшая, клинообразная, с плоской верхней частью черепа и плавным переходом от лба к морде. Морда короче черепной части в пропорции 2:3. Скулы хорошо развиты, прикус мощный и сильный. Нос крупный, имеет только чёрный окрас. Губы сухие, по краям плотно прилегают к зубам. Окрас, как и нос, имеют только чёрный.
Глаза миндалевидной формы, широко посажены, с развитым надбровным бугорком. Допускается любой цвет глаз.
Уши тонкие, висячие или полувисячие, посажены достаточно высоко, имеют треугольную форму. Когда собака находится в состоянии возбуждения, уши полувисячего типа могут вставать.
Шея длинная, мускулистая, дающая вертикальный постав головы. Холка хорошо выражена, переход к ней плавный.
Корпус крепкий, сухой, чуть растянутый. Спина длинная, без провиса. Круп заметно выражен, слегка выпуклый, с выраженным наклоном.
Грудь не очень широкая, при этом глубокая, с хорошо развитыми сильными рёбрами. Переход от груди к паху плавный, живот умеренно подобран.
Хвост низко посажен, опущен вниз, образует небольшой изгиб. Допускается наличие как купированного, так и не купированного хвоста.

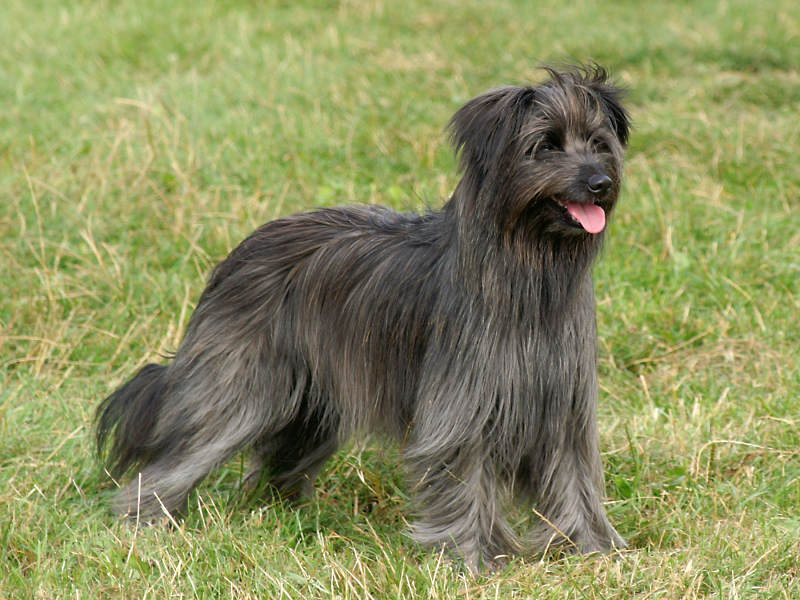
Пиренейская овчарка длинношёрстная

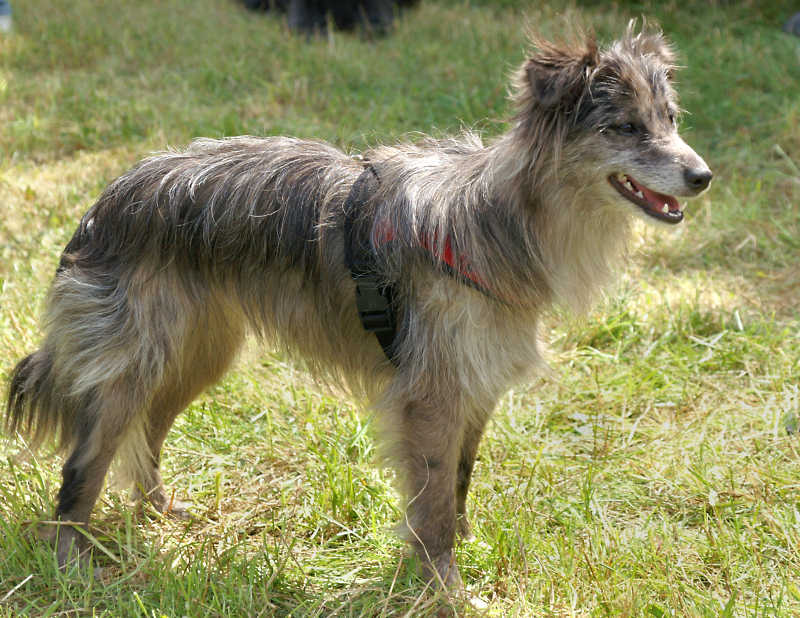
Пиренейская овчарка гладкомордая

Передние конечности поставлены перпендикулярно корпусу, прямые, сухие. Рельеф суставов на передних конечностях не выражен. Лопатки, напротив, выражены хорошо и при движении собаки заметно их движение. При осмотре собаки сбоку пясти имеют небольшой наклон. Задние конечности сильные, с рельефной мускулатурой. Постав задних конечностей таков, что они немного вынесены за корпус. Бёдра короткие, с умеренным наклоном. Скакательные суставы на задних лапах хорошо развиты, располагаются низко. При взгляде сзади они слегка сведены, что создает впечатление небольшой Х-образности.
Лапы сухие, с плоскими подушечками, когти на них маленькие и высоко посаженые. Между подушечками всех четырёх лап находится визуально заметный защитный волос. Допустимо наличие прибылых пальцев, но рекомендуется их удаление.
Шерсть у пиренейских овчарок заметно отличается в зависимости от того, к какому из двух подвидов принадлежит собака.
Для длинношёрстной разновидности характерна длинная или полудлинная густая шерсть с развитой жёсткой остью и пушистым набивным подшёрстком. Ость может быть как прямая, так и слегка извилистая, создающая волнистую шерсть. При недостаточном расчёсывании длинношёрстные пиренейские овчарки с извилистой остью могут иметь специфические косички из шерсти, схожие по строению с шерстью пули, коммондоров и других подобных собак.На морде у этого подвида собак шерсть заметно более мягкая и короткая, а в районе усов жёсткая, стоячая.
Для гладкомордой (короткошёрстной) разновидности характерна полудлинная или короткая шерсть (максимальная длина 6-7 сантиметров). При этом у них на шее, груди и в паху присутствует выраженный украшающий волос, а на хвосте и задней линии бёдер шерсть образует длинные очёсы.
Окрасы допустимы любые, включая мерлевые, голубые и тигровые. На всех окрасах допустимо наличие белых отметин на груди, конечностях и животе. При этом общая площадь белых отметин не должна занимать более трети окраса.
Для собак с мерлевыми окрасами допустима гетерохромия.

## Темперамент
Пиренейские овчарки обладают активным темпераментом и жизнерадостным характером. Собакам этой породы свойственно любопытство и активность в познании окружающего пространства. Они обладают гипервозбудимостью, что приводит к тому, что им сложно концентрироваться на выполнении одной задачи.
Пиренейские овчарки крайне плохо переносят одиночество и отсутствие внимания со стороны хозяев, поэтому их не стоит заводить людям, которые мало времени готовы проводить со своим питомцем.
Во время выгула собаки этой породы нуждаются в высоких умственных и физических нагрузках. При отсутствии необходимой нагрузки и достаточного контакта с хозяином они склонны проявлять деструктивное поведение дома.
В семье эти собаки преимущественно выбирают одного хозяина, но к остальным членам семьи относятся без агрессии или излишней осторожности. На улице при контакте с посторонними людьми они также не агрессивны. К детям эти собаки относятся дружелюбно, к другим собакам и другим видам домашних животных агрессии не проявляют, но в силу активно развитого пастушьего инстинкта они могут покусывать за ноги, «загоняя» в одном направлении и детей, и животных. От этого стоит отучать щенка пиренейской овчарки с раннего детства.
Территориальный инстинкт у пиренейских овчаров высокого развит, однако для охраны эти собаки не очень подходят — их «охранная функция» выражается главным образом в облаивании посторонних, а не в активной защите территории.
В целом, собаки этой породы человекоориентрованы и хорошо обучаемы, быстро усваивают навыки, но в силу подвижности темперамента они имеют проблемы с выработкой команд, завязанных на развитие выдержки, а основной комплекс уже освоенных команд необходимо регулярно закреплять. При этом они способны осваивать сложные комплексы команд и хорошо ориентироваться на местности, что и делает их хорошо подходящими для таких спортивных дисциплин, как аджилити.

## Содержание и уход
Собаки этой породы не требовательны к условиям содержания и легко приспосабливаются как к квартирному, так и к вольерному содержанию. Необходимо учитывать, что в межсезонье этим собакам характерна активная линька, поэтому весной и осенью им требуется регулярное и частое тщательное вычёсывание. При этом шерсть в целом не склонна к образованию колтунов, поэтому между периодами линьки их достаточно расчесывать лишь иногда.
Для длинношерстной разновидности пиренейских овчарок требуется подстригание шерсти над глазами в надбровных дугах, а также регулярный уход за украшающим волосом на бороде и усах.
Со здоровьем у собак этой породы не наблюдается серьёзных проблем, породных заболеваний не выявлено. Стоит учитывать, что в силу активного темперамента эти собаки склонны к получению травм, особенно в юном возрасте. Наиболее частой травмой в связи с этим можно назвать вывихи коленных чашечек.

## Применение
Пиренейские овчарки традиционно использовались для перегонки и контроля передвижения скота, работаю исключительно как пастушьи скотогонные собаки. С начала XX века эти собаки благодаря хорошим рабочим качеством начали получать распространение в качестве служебных армейских и полицейских собак.
Уже в начале двадцать первого собаки этой породы начали приобретьа популярность в качестве спортивной породы, в частности хорошо подходящей для соревнований по аджилити. Наибольший всплеск их популярности в таком качестве начался после того, как собака этой породы стала чемпионом мира по аджилити.
Также пиренейские овчарки используются в поисково-спасательных работах благодаря их хорошему чутью и высокой заинтересованности в работе, а также отсутствию агрессии к людям.
У себя на родине они продолжают использоваться и в качестве пастушьих собак.